# Мота (Виченца)
Мота је насеље у Италији у округу Виченца, региону Венето.
Према процени из 2011. у насељу је живело 1882 становника. Насеље се налази на надморској висини од 46 м.